# Franz von Jessen
|  | Ikke at forveksle med Frantz Christopher von Jessen |
Franz von Jessen (født 18. april 1870 i Horsens, død 31. marts 1949 i København) var en dansk journalist, redaktør og forfatter.
Jessen blev ansat som redaktionssekretær ved Aarhus Stiftstidende i 1890 og debuterede to år senere i bogform. Fra 1892-1894 boede han i Berlin, Wien og i Paris, hvor han skrev for Les Temps. I Paris mødte han Herman Bang. Hjemme i Danmark blev han redaktionssekretær ved Illustreret Tidende frem til 1897, hvor han blev tilknyttet Nationaltidende. Her fungerede han i de følgende år som korrespondent i Grækenland, Frankrig, Vestindien, på Balkan, i Rusland og i Kina. Han var fra 1909 medredaktør ved Nationaltidende. Fra 1910-1912 var han redaktør af dagbladet Riget. Han blev tilknyttet Berlingske Tidende i 1913.
Han havde en væsentlig rolle i opinionsdannelsen, såvel som i den international synlighed af det Slesvigske spørgsmål, som førte til folkeafstemningen herom. Flere af hans værker omhandler netop det Slesvigske spørgsmål, nogle forfattet sammen med tidligere franske minister Tardieu.
Han blev Ridder af Dannebrog 1904, Dannebrogsmand 1930 og Kommandør af 2. grad 1933 samt æresmedlem af Publicistklubben i 1941.
Von Jessen er begravet på Holmens Kirkegård i København, sammen med sin far Franz Christoffer R. von Jessen (født 20. oktober 1818).
Han er afbildet sammen med en bror på akvarel af Edvard Lehmann fra 1878. Tegning af Gerda Ploug Sarp fra 1909. Afbildet på flere tegninger af Alfred Schmidt 1915–19 (Frederiksborgmuseet). Tegning af Carl Jensen udstillet 1944. Maleri af P. Rostrup Bøyesen 1946–47. Fotografier.